# Wuhai
Wuhai är en stad på prefekturnivå i Inre Mongoliet i Folkrepubliken Kina. Den ligger omkring 430 kilometer väster om regionhuvudstaden på båda sidor av Gula floden mellan Gobiöknen och Ordosplatån.
Wuhai blev en egen stad 1976  när Wuda, som då administrerades av Bayannur, slogs samman med Haibowan, vilket dittills förvaltats av dåvarande mongoliska förbundet Ich Dzuu.
Wuhai är en viktig gruv- och industristad har en nästan uteslutande hankinesisk befolkning.

## Administrativ indelning
Wuhai indelas i tre stadsdistrikt.
| Karta    | Nr       | Namn     | Kinesiska   | Pinyin  | Befolkning (2010) | Area (km²) | Befolkningstäthet (/km²) |
| -------- | -------- | -------- | ----------- | ------- | ----------------- | ---------- | ------------------------ |
|          |          |          |             |         |                   |            |                          |
| Distrikt |          |          |             |         |                   |            |                          |
| 1        | Haibowan | 海勃湾区 | Hǎibówān qū | 296 177 | 529               | 560        |                          |
| 2        | Hainan   | 海南区   | Hǎinán qū   | 103 355 | 1 005             | 103        |                          |
| 3        | Wuda     | 乌达区   | Wūdá qū     | 133 370 | 220               | 606        |                          |

## Klimat
Genomsnittlig årsnederbörd är 292 millimeter. Den regnigaste månaden är juli, med i genomsnitt 64 mm nederbörd, och den torraste är januari, med 1 mm nederbörd.